# Copa da Inglaterra de 2023–24
A Copa da Inglaterra de 2023-24 (por questões de patrocínio Emirates Copa da Inglaterra de 2023-24), (em inglês 2023-24 Emirates FA Cup), foi a 143ª edição da Copa da Inglaterra, organizada pela Federação Inglesa de Futebol (Football Association), é o torneio de futebol mais antigo do mundo. 
O Manchester City é o atual campeão do torneio, após vencer o maior rival Manchester United na final da última edição e conquistar seu 7º título.
Na final, houve uma reedição da final da temporada anterior, onde se enfrentaram Manchester City e o Manchester United, um Derby de Manchester em Wembley, mas o atual campeão não conseguiu defender o título e foi derrotado pelos red devils por 2–1, United que conquistou seu 13º título de FA Cup e se qualifica para a Liga Europa da UEFA de 2024–25 e para a Supercopa da Inglaterra de 2024, apesar da pior campanha na Premier League na história do clube.

## Equipes classificadas
A Copa da Inglaterra é uma competição eliminatória com 124 equipes na fase principal do torneio. O torneio consiste em 92 equipes da Football League System (20 equipes da temporada vigente da Premier League e as 72 equipes da temporada vigente das competições EFL Championship, EFL League One e EFL League Two) e as 32 das 640 equipes sobreviventes da National League System que estrearam na competição pelas qualificatórias.
| Etapa            | Data                    | Nº de partidas | Clubes restantes | Nº de equipes estreantes | Divisões estreantes                                             |
| ---------------- | ----------------------- | -------------- | ---------------- | ------------------------ | --------------------------------------------------------------- |
| Primeira fase    | 4 de novembro de 2023   | 40             | 80 → 40          | 48                       | - 24 equipes da EFL League One - 24 equipes da EFL League Two   |
| Segunda fase     | 2 de dezembro de 2023   | 20             | 40 → 20          | 0                        | Nenhuma                                                         |
| Terceira fase    | 6 de janeiro de 2024    | 32             | 64 → 32          | 44                       | - 20 equipes da Premier League - 24 equipes da EFL Championship |
| Quarta fase      | 27 de janeiro de 2024   | 16             | 32 → 16          | 0                        | Nenhuma                                                         |
| Quinta fase      | 28 de fevereiro de 2024 | 8              | 16 → 8           | 0                        | Nenhuma                                                         |
| Quartas de final | 16 de março de 2024     | 4              | 8 → 4            | 0                        | Nenhuma                                                         |
| Semifinais       | 20 de abril de 2024     | 2              | 4 → 2            | 0                        | Nenhuma                                                         |
| Final            | 25 de maio de 2024      | 1              | 2 → 1            | 0                        | Nenhuma                                                         |

## Qualificatórias
As equipes que não estão na temporada vigente da Premier League ou da English Football League competem nas rodadas de qualificação para garantir uma das 32 vagas disponíveis na primeira fase. A competição de qualificação de seis rodadas começou com a rodada preliminar extra em 4 de agosto de 2023.

## Primeira fase
A primeira fase contou com a adesão dos 32 vencedores da quarta pré-eliminatória aos 48 clubes da League One e da League Two. O sorteio foi feito em 15 de outubro de 2023 por Paul Parker e Jobi McAnuff. A rodada incluiu três equipes da oitava divisão, Cray Valley Paper Mills, Ramsgate e Sheppey United. Eles representaram as equipes com classificação mais baixa restantes na competição.
| 3 de novembro de 2023 | Sheppey United      | 1 – 4     | Walsall                                                       | Minster                                               |  |
| 19:45 UTC+0           | Bessey-Saldanha 21' | Relatório | James-Taylor 32' · Knowles 53' · Tierney 64' · Hutchinson 87' | Estádio: Holm Park Público: 1 450 Árbitro: Tom Reeves |  |

| 3 de novembro de 2023 | Barnsley                                   | 3 – 3     | Horsham                                        | Barnsley                                                   |  |
| 19:45 UTC+0           | Watters 14' · Jaló 45+1' · De Gevigney 64' | Relatório | Fenelon 22' · Hammond 38' (pen) · Richards 81' | Estádio: Oakwell Stadium Público: 4 463 Árbitro: Ben Toner |  |

| 14 de novembro de 2023 Replay | Horsham | W.O.      | Barnsley                         | Horsham                                                              |  |
| 19:30 UTC+0 |         | Relatório | Cadden 3' · McAtee 10', 27', 37' | Estádio: Hop Oast Stadium Público: 3 000 Árbitro: Sunny Sukhvir Gill |  |
| Nota: Apesar de vencer o replay, o Barnsley foi desqualificado da competição por escalar um jogador inelegível para a partida, e o Horsham foi requalificado. |         |           |                                  |                                                                      |  |

| 4 de novembro de 2023 | Northampton Town | 1 – 3     | Barrow                                | Northampton                                                    |  |
| 13:30 UTC+0           | Pinnock 29'      | Relatório | Acquah 9' · White 52' · Whitfield 72' | Estádio: Sixfields Stadium Público: 3 187 Árbitro: Paul Howard |  |

| 4 de novembro de 2023 | Curzon Ashton | 0 – 1     | Barnet      | Ashton-under-Lyne                                             |  |
| 15:00 UTC+0           |               | Relatório | Kabamba 15' | Estádio: Tameside Stadium Público: 626 Árbitro: Gareth Rhodes |  |

| 4 de novembro de 2023 | Alfreton Town          | 2 – 0     | Worthing | Alfreton                                                   |  |
| 15:00 UTC+0           | Newall 73' · Digie 87' | Relatório |          | Estádio: North Street Público: 1 043 Árbitro: Paul Marsden |  |

| 4 de novembro de 2023 | Bolton Wanderers                                       | 4 – 0     | Solihull Moors | Horwich                                                                     |  |
| 15:00 UTC+0           | Santos 39' · Maghoma 52' · Forrester 69' · Charles 87' | Relatório |                | Estádio: Toughsheet Community Stadium Público: 5 523 Árbitro: Scott Simpson |  |

| 4 de novembro de 2023 | Exeter City | 0 – 2     | Wigan Athletic               | Exeter                                                     |  |
| 15:00 UTC+0           |             | Relatório | Aasgaard 58' · Sessegnon 87' | Estádio: St James Park Público: 3 512 Árbitro: Craig Hicks |  |

| 4 de novembro de 2023 | Leyton Orient                                  | 3 – 1     | Carlisle United | Leyton                                                         |  |
| 15:00 UTC+0           | Pigott 11' (pen) · Drinan 65' · Sotiriou 90+1' | Relatório | Garner 50'      | Estádio: Brisbane Road Público: 3 808 Árbitro: Seb Stockbridge |  |

| 4 de novembro de 2023 | Hereford | 0 – 2     | Gillingham               | Hereford                                                  |  |
| 15:00 UTC+0           |          | Relatório | Clarke 23' · Nichols 88' | Estádio: Edgar Street Público: 4 376 Árbitro: Ollie Yates |  |

| 4 de novembro de 2023 | Oxford United  | 2 – 0     | Maidenhead United | Oxford                                                      |  |
| 15:00 UTC+0           | Bodin 15', 83' | Relatório |                   | Estádio: Kassam Stadium Público: 4 094 Árbitro: Dale Baines |  |

| 4 de novembro de 2023 | Newport County      | 2 – 0     | Oldham Athletic | Newport                                                        |  |
| 15:00 UTC+0           | McLoughlin 20', 80' | Relatório |                 | Estádio: Rodney Parade Público: 2 541 Árbitro: David Middleton |  |

| 4 de novembro de 2023 | Swindon Town                        | 4 – 7     | Aldershot Town                                                        | Swindon                                                   |  |
| 15:00 UTC+0           | Kemp 75', 78' · Austin 90+2', 90+5' | Relatório | Barham 1', 4', 58' · Stokes 9' · Tolaj 45+3', 51' · Harries 47' (pen) | Estádio: County Ground Público: 6 372 Árbitro: Carl Brook |  |

| 4 de novembro de 2023 | Marine    | 1 – 5     | Harrogate Town                                         | Crosby                                                       |  |
| 15:00 UTC+0           | Doyle 26' | Relatório | Odoh 5' · Folarin 28', 53' · McDonald 71' · Dooley 89' | Estádio: Rossett Park Público: 2 071 Árbitro: Michael Barlow |  |

| 4 de novembro de 2023 | Port Vale | 0 – 0     | Burton Albion | Stoke-on-Trent                                          |  |
| 15:00 UTC+0           |           | Relatório |               | Estádio: Vale Park Público: 4 245 Árbitro: Simon Mather |  |

| 14 de novembro de 2023 Replay | Burton Albion | 0 – 2     | Port Vale             | Burton upon Trent                                             |  |
| 19:45 UTC+0                   |               | Relatório | Massey 31' · Cass 82' | Estádio: Pirelli Stadium Público: 2 533 Árbitro: Adam Herczeg |  |

| 4 de novembro de 2023 | Peterborough United         | 2 – 2     | Salford City                     | Peterborough                                                     |  |
| 15:00 UTC+0           | Jones 47' · Fernandez 90+3' | Relatório | Mallan 5' · Bilokapic 69' (g.c.) | Estádio: London Road Stadium Público: 4 066 Árbitro: Sam Purkiss |  |

| 4 de novembro de 2023 Replay                                   | Salford City                                   | 4 – 4 (pro.) (4 – 5 pen.)                                                      | Peterborough United                                                  | Salford            |  |
| 19:45 UTC+0                                                    | Tilt 4', 54' · Knight 61' (g.c.) · Mallan 104' | Relatório                                                                      | Randall 16' · Mason-Clark 18' · Collins 45+1' · Clarke-Harris 120+3' | Estádio: Moor Lane |  |
|                                                                |                                                | Penalidades                                                                    |                                                                      |                    |  |
| - Watson - Mallan - Dackers - Garbutt - Watt - Lund - McLennan |                                                | - Clarke-Harris - Poku - Mason-Clark - Wakeling - Ajiboye - Dornelly - Collins |                                                                      |                    |  |

| 4 de novembro de 2023 | Eastleigh                                                 | 5 – 1     | Boreham Wood | Eastleigh                                                 |  |
| 15:00 UTC+0           | Atangana 17' · Maguire 22', 90+4' · Francillette 38', 53' | Relatório | Robinson 18' | Estádio: Ten Acres Público: 1 727 Árbitro: Jamie O'Connor |  |

| 4 de novembro de 2023 | Shrewsbury Town                          | 3 – 2     | Colchester United           | Shrewsbury                                                |  |
| 15:00 UTC+0           | Udoh 22' · Shipley 56' · Hall 79' (g.c.) | Relatório | McGeehan 10' · Mitchell 86' | Estádio: New Meadow Público: 3 011 Árbitro: Scott Jackson |  |

| 4 de novembro de 2023 | Bristol Rovers                                                                               | 7 – 2     | Whitby Town              | Bristol                                                          |  |
| 15:00 UTC+0           | Marquis 5' · Thomas 18' · Brown 21' · Evans 40' · Beeden 66' (g.c.) · Vale 70' · Collins 77' | Relatório | Mondal 13' · Simpson 59' | Estádio: Memorial Stadium Público: 4 329 Árbitro: Ruebyn Ricardo |  |

| 4 de novembro de 2023 | Lincoln City | 1 – 2     | Morecambe                | Lincoln                                                 |  |
| 15:00 UTC+0           | Sørensen 14' | Relatório | Mellon 43' · Bloxham 53' | Estádio: Sincil Bank Público: 4 607 Árbitro: Martin Coy |  |

| 4 de novembro de 2023 | Sutton United  | 2 – 1     | AFC Fylde      | Sutton                                                          |  |
| 15:00 UTC+0           | Smith 62', 67' | Relatório | Ustabaşı 45+3' | Estádio: Gander Green Lane Público: 1 262 Árbitro: James Durkin |  |

| 4 de novembro de 2023 | Reading                                  | 3 – 2     | MK Dons                 | Reading                                                       |  |
| 15:00 UTC+0           | Ehibhatiomhan 3' · Knibbs 64' · Wing 68' | Relatório | Gilbey 39' · Dean 90+3' | Estádio: Madejski Stadium Público: 4 325 Árbitro: Thomas Kirk |  |

| 4 de novembro de 2023 | Doncaster Rovers                 | 2 – 2     | Accrington Stanley         | Doncaster                                                     |  |
| 15:00 UTC+0           | - Mellor 8' (g.c.) · Biggins 81' | Relatório | Whalley 74' · Conneely 84' | Estádio: Eco-Power Stadium Público: 3 226 Árbitro: Alan Young |  |

| 14 de novembro de 2023 Replay | Accrington Stanley | 1 – 2 (pro.) | Doncaster Rovers               | Accrington                                                 |  |
| 19:45 UTC+0                   | Pritchard 7'       | Relatório    | Westbrooke 67' · Ironside 101' | Estádio: Crown Ground Público: 1 136 Árbitro: Scott Tallis |  |

| 4 de novembro de 2023 | Chester | 0 – 0     | York City | Chester                                                   |  |
| 15:00 UTC+0           |         | Relatório |           | Estádio: Deva Stadium Público: 3 329 Árbitro: Dean Watson |  |

| 14 de novembro de 2023 Replay | York City          | 2 – 1     | Chester     | Huntington                                                              |  |
| 19:45 UTC+3                   | John-Lewis 5', 66' | Relatório | Glendon 71' | Estádio: York Community Stadium Público: 3 850 Árbitro: Aaron Bannister |  |

| 4 de novembro de 2023 | Scarborough Athletic | 1 – 1     | Forest Green Rovers | Scarborough                                                         |  |
| 15:00 UTC+0           | Wiles 27'            | Relatório | Sully 90+3'         | Estádio: Flamingo Land Stadium Público: 3 209 Árbitro: Marc Edwards |  |

| 14 de novembro de 2023 Replay | Forest Green Rovers                                                     | Anulada   | Scarborough Athletic | Nailsworth                                                |  |
| 19:45 UTC+0 | Jenks 5' · McAllister 18' (pen) · Robson 30' · Bunker 35' · Omotoye 76' | Relatório | Wiles 41'            | Estádio: The New Lawn Público: 1 146 Árbitro: Paul Howard |  |
| Nota: A partida foi interrompida após o Forest Green Rovers escalar um jogador inelegível. A partida foi remarcada para 12 de dezembro de 2023. |                                                                         |           |                      |                                                           |  |

| 12 de dezembro de 2023 Replay | Scarborough Athletic             | 2 – 4     | Forest Green Rovers                                    | Scarborough                                                            |  |
| 19:45 UTC+0                   | Robson 29' (g.c.) · Colville 86' | Relatório | Omotoye 34' · Morton 55' · Robertson 83' · Stevens 89' | Estádio: Flamingo Land Stadium Público: 2 518 Árbitro: Darren Drysdale |  |

| 4 de novembro de 2023 | Notts County                                 | 3 – 2     | Crawley Town | Nottingham                                                |  |
| 15:00 UTC+0           | Crowley 13' · McGoldrick 58' · Langstaff 76' | Relatório | Orsi 3', 66' | Estádio: Meadow Lane Público: 3 952 Árbitro: Peter Wright |  |

| 4 de novembro de 2023 | Stockport County                        | 5 – 1     | Worksop Town | Stockport                                                   |  |
| 15:00 UTC+0           | Wootton 14', 38', 67', 71' · Bailey 83' | Relatório | Rollins 22'  | Estádio: Edgeley Park Público: 6 443 Árbitro: Aaron Jackson |  |

| 4 de novembro de 2023 | Yeovil Town                                  | 3 – 2     | Gateshead                | Yeovil                                                   |  |
| 15:00 UTC+0           | Grayson 3' (g.c.) · Stevens 26' · Murphy 63' | Relatório | Dinanga 67' (pen), 90+5' | Estádio: Huish Park Público: 3 241 Árbitro: Gary Parsons |  |

| 4 de novembro de 2023 | Stevenage                                          | 4 – 3     | Tranmere Rovers                                | Stevenage                                                |  |
| 15:00 UTC+3           | Roberts 3' · Reid 58' (pen), 90+10' · Hemmings 81' | Relatório | L. Norris 28' (pen) · Apter 55' · Morris 90+1' | Estádio: Broadhall Way Público: 2 404 Árbitro: Neil Hair |  |

| 4 de novembro de 2023 | Chesham United | 0 – 2     | Maidstone United             | Chesham                                                   |  |
| 15:00 UTC+0           |                | Relatório | Aransibia 12' · Amantchi 73' | Estádio: The Meadow Público: 2 984 Árbitro: Wayne Cartmel |  |

| 4 de novembro de 2023 | AFC Wimbledon                                   | 5 – 1     | Cheltenham Town | Wimbledon                                               |  |
| 15:00 UTC+0           | Al-Hamadi 23' · Tilley 45+2', 61' · Davison 65' | Relatório | Street 76'      | Estádio: Plough Lane Público: 4 975 Árbitro: Alan Young |  |

| 4 de novembro de 2023 | Cambridge United                 | 2 – 1     | Bracknell Town | Cambridge                                                     |  |
| 15:00 UTC+0           | Okenabirhie 27' · Osu 48' (o.g.) | Relatório | Harris 88'     | Estádio: Abbey Stadium Público: 3 411 Árbitro: Richie Watkins |  |

| 4 de novembro de 2023 | Ramsgate                | 2 – 1     | Woking    | Ramsgate                                                             |  |
| 15:00 UTC+0           | Jadama 40' · Martin 72' | Relatório | Lewis 13' | Estádio: Southwood Stadium Público: 3 000 Árbitro: Stephen Parkinson |  |

| 4 de novembro de 2023 | Bromley | 0 – 2     | Blackpool               | Bromley                                                |  |
| 17:45 UTC+0           |         | Relatório | Lavery 5' · Dembélé 28' | Estádio: Hayes Lane Público: 4 455 Árbitro: David Rock |  |

| 4 de novembro de 2023 | Mansfield Town | 1 – 2     | Wrexham                | Mansfield                                                    |  |
| 19:45 UTC+0           | Oates 60'      | Relatório | Dalby 34' · Mullin 58' | Estádio: Field Mill Público: 6 158 Árbitro: Edward Duckworth |  |

| 5 de novembro de 2023 | Chesterfield | 1 – 0     | Portsmouth | Chesterfield                                                   |  |
| 12:15 UTC+0           | Naylor 32'   | Relatório |            | Estádio: SMH Group Stadium Público: 8 377 Árbitro: Will Finnie |  |

| 5 de novembro de 2023 | Kidderminster Harriers | 1 – 2     | Fleetwood Town          | Kidderminster                                                       |  |
| 14:00 UTC+0           | Hobson 44'             | Relatório | Earl 45+1' · Rooney 46' | Estádio: Aggborough Stadium Público: 2 496 Árbitro: Matthew Corlett |  |

| 5 de novembro de 2023 | Slough Town | 1 – 1     | Grimsby Town | Slough                                                    |  |
| 14:00 UTC+0           | Davies 28'  | Relatório | Rose 75'     | Estádio: Arbour Park Público: 2 205 Árbitro: Ben Atkinson |  |

| 14 de novembro de 2023 Replay | Grimsby Town                                                        | 7 – 2     | Slough Town            | Cleethorpes                                                |  |
| 19:45 UTC+0                   | Pyke 7', 45' · Rose 16' · Gnahoua 65', 85' · Hunt 81' · Andrews 86' | Relatório | Dyce 20' · Ogbonna 34' | Estádio: Blundell Park Público: 3 079 Árbitro: Jacob Miles |  |

| 5 de novembro de 2023 | Crewe Alexandra                   | 2 – 2     | Derby County                       | Crewe                                                     |  |
| 14:45 UTC+0           | Baker-Richardson 41' · Nevitt 54' | Relatório | Mendez-Laing 89' · Hourihane 90+3' | Estádio: Gresty Road Público: 5 201 Árbitro: Scott Oldham |  |

| 14 de novembro de 2023 Replay | Derby County  | 1 – 3     | Crewe Alexandra              | Derby                                                                   |  |
| 19:45 UTC+0                   | Barkhuizen 3' | Relatório | Rowe 7', 21' · Demetriou 65' | Estádio: Pride Park Stadium Público: 6 439 Árbitro: Christopher Pollard |  |

| 5 de novembro de 2023 | Charlton Athletic | 1 – 1     | Cray Valley Paper Mills | Londres                                                 |  |
| 17:30 UTC+0           | Fraser 9'         | Relatório | Ness 48' (g.c.)         | Estádio: The Valley Público: 6 721 Árbitro: Ben Speedie |  |

| 15 de novembro de 2023 Replay | Cray Valley Paper Mills | 1 – 6     | Charlton Athletic                                                  | Eltham                                                                    |  |
| 15:00 UTC+0                   | Lisbie 44' (pen)        | Relatório | May 35', 51' · Leaburn 49' · Dobson 58' · Campbell 77' · Mbick 85' | Estádio: Badgers Sports Ground Público: 1 550 Árbitro: Charles Breakspear |  |

## Segunda fase
| 1 de dezembro de 2023 | Notts County                 | 2 – 3     | Shrewsbury Town     | Nottingham                                                |  |
| 19:45 UTC+0           | Brindley 38' · Sanderson 75' | Relatório | Bowman 1', 49', 56' | Estádio: Meadow Lane Público: 4 551 Árbitro: Martin Woods |  |

| 1 de dezembro de 2023 | York City | 0 – 1     | Wigan Athletic | Huntington                                                          |  |
| 19:45 UTC+0           |           | Relatório | Humphrys 61'   | Estádio: York Community Stadium Público: 6 613 Árbitro: Thomas Kirk |  |

| 2 de dezembro de 2023 | Maidstone United       | 2 – 1     | Barrow        | Maidstone                                                     |  |
| 15:00 UTC+0           | Corne 35' · Gurung 74' | Relatório | Whitfield 20' | Estádio: Gallagher Stadium Público: 2 903 Árbitro: David Rock |  |

| 2 de dezembro de 2023 | Wycombe Wanderers | 0 – 2     | Morecambe              | High Wycombe                                             |  |
| 15:00 UTC+0           |                   | Relatório | King 38' · Bloxham 56' | Estádio: Adams Park Público: 1 604 Árbitro: Peter Wright |  |

| 2 de dezembro de 2023 | Cambridge United                                        | 4 – 0     | Fleetwood Town | Cambridge                                                      |  |
| 15:00 UTC+0           | Andrew 7' · Kachunga 11' · Okenabirhie 13' · Ahadme 83' | Relatório |                | Estádio: Abbey Stadium Público: 3 387 Árbitro: Seb Stockbridge |  |

| 2 de dezembro de 2023 | Bolton Wanderers                            | 5 – 1     | Harrogate Town | Horwich                                                                        |  |
| 15:00 UTC+0           | Böðvarsson 9', 33', 43' · Nlundulu 49', 52' | Relatório | Thomson 45'    | Estádio: Toughstheet Community Stadium Público: 5 703 Árbitro: Tony Harrington |  |

| 2 de dezembro de 2023 | Peterborough United          | 2 – 1     | Doncaster Rovers | Peterborough                                                     |  |
| 15:00 UTC+0           | Burrows 3' · Mason-Clark 53' | Relatório | Faal 75'         | Estádio: London Road Stadium Público: 5 495 Árbitro: Ben Speedie |  |

| 2 de dezembro de 2023 | Gillingham            | 2 – 0     | Charlton Athletic | Gillingham                                                              |  |
| 15:00 UTC+0           | Bonne 26' · Dieng 30' | Relatório |                   | Estádio: Priestfield Stadium Público: 7 717 Árbitro: Sunny Sukhvir Gill |  |